# Grania novacaledonia
Grania novacaledonia är en ringmaskart som beskrevs av DeWit och Erséus 2007. Grania novacaledonia ingår i släktet Grania och familjen småringmaskar. Inga underarter finns listade i Catalogue of Life.